# Nossa Senhora dos Remédios (Piauí)
Nossa Senhora dos Remédios é um município brasileiro do estado do Piauí.
Com altitude de 53 metros, o município se localiza à latitude 03°58'46" sul e à longitude 42°37'14" oeste. Sua população estimada em 2010 era de 8 214 habitantes, distribuídos em 358,364 km² de área.